# Gored Gored

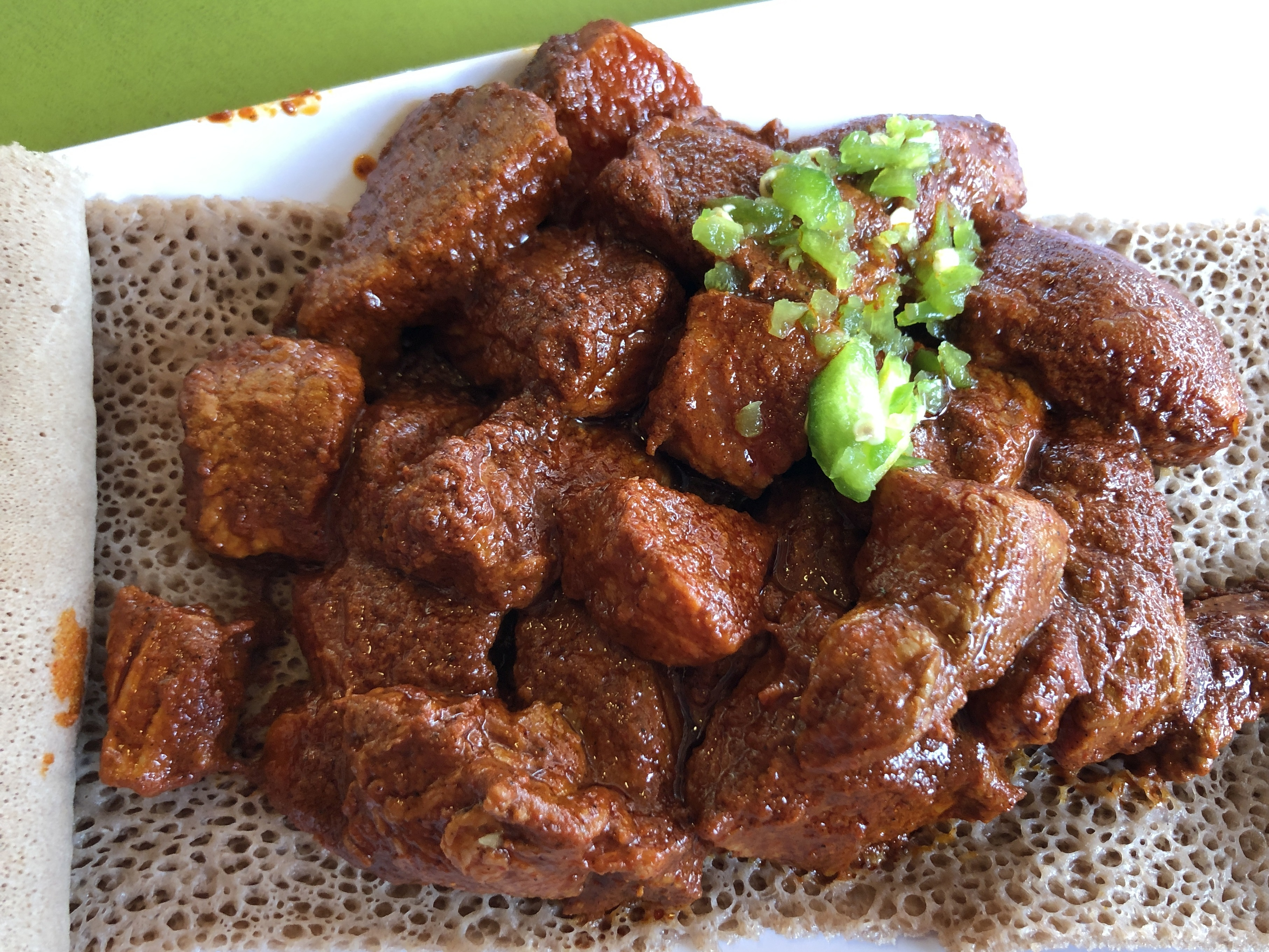
Gored Gored auf Injera in einem Restaurant in Atlanta, USA im Juli 2019

Gored Gored (amharisch: ጎረድ ጎረድ) ist ein Gericht aus der äthiopischen Küche.

## Wortherkunft
Gored Gored leitet sich von dem amharischen Wort gwarade, das einen Schwerttyp bezeichnet, ab.

## Charakteristik
Gored Gored wird aus rohem, unmariniertem Rindfleisch hergestellt und in Würfel geschnitten serviert. Es wird häufig mit Awaze, einer scharfen Gewürzsauce, und Nitir qibe, gewürztem Butterschmalz, abgeschmeckt und mit Zitronenstücken und Injera, dem äthiopischen Fladenbrot, serviert. Das Fett wird oft abgetropft und separat verzehrt.

## Gesundheitliche Aspekte
Die unzureichende Verfügbarkeit von hochwertigem Rindfleisch hat in Äthiopien dazu geführt, dass viele Menschen durch den Genuss von rohem Fleisch an Wurmbefall erkrankt sind. Seit einigen Jahren gibt es deshalb einen Trend, das Rind- durch Ziegenfleisch zu ersetzen, welches gesundheitlich unbedenklich ist.